# Catalecta Botanica
Catalecta Botanica (abreviado Catal. Bot.) es un libro con descripciones botánicas que fue escrito por el médico y naturalista alemán Albrecht Wilhelm Roth. Fue publicado en tres partes en los años 1797-1806 con el nombre de Catalecta botanica quibus plantae novae et minus cognitae describuntur atque illustrantur ab Alberto Guilielmo Roth. Ed. J.G. Müller, Leipzig, tres vols. El tercer volumen sobre algas fue de la pluma de Franz C. Mertens), 1797-1806, que también lo ilustró.